# Frankenstein Girls Will Seem Strangely Sexy
Frankenstein Girls Will Seem Strangely Sexy (Также часто употребляется как FGWSSS или просто Frankenstein Girls) — второй альбом американской электроник-рок-группы Mindless Self Indulgence, выпущенный в 2000 году.

## Об альбоме
Диск последовал за альбомом 1999 года Tight. Frankenstein Girls Will Seem Strangely Sexy последний альбом с Ванессой Y. T. на басу.
Обложку альбома рисовал Джейми Хьюлетт, известный как создатель комиксов Tank Girl и обложек альбомов Gorillaz.

## Список композиций
1. «Backmask» — 2:39
2. «Bitches» — 2:44
3. «Boomin'» — 1:23
4. «Clarissa» — 1:57
5. «Cocaine and Toupees» — 1:52
6. «Dicks Are For My Friends» — 1:15
7. «F» — 0:13
8. «Faggot» — 2:46
9. «Futures» — 1:27
10. «Golden I» — 2:07
11. «Harry Truman» — 1:39
12. «Holy Shit» — 1:45
13. «I Hate Jimmy Page» — 3:35
14. «I’m Your Problem Now» — 1:56
15. «J» — 0:24
16. «Keepin' Up With the Kids» — 1:45
17. «Kick the Bucket» — 1:45
18. «Kill the Rock» — 2:04
19. «Last Time I Tried to Rock Your World» — 1:47
20. «London Bridge» — 1:51
21. «M» — 0:14
22. «Masturbates» — 2:50
23. «Planet of the Apes» — 2:12
24. «Played» — 2:19
25. «Ready For Love» — 2:06
26. «Royally Fucked» — 1:52
27. «Seven-Eleven» — 1:33
28. «Step Up, Ghetto Blaster» — 2:23
29. «Whipstickagostop» — 2:38
30. «Z» — 0:50

## Синглы
1. «Planet of the Apes» (2001)
2. «Bitches» (2000)

## Над альбомом работали
- Little Jimmy Urine — вокал, семплирование
- Steve, Righ? — гитара, бэк-вокал
- Vanessa Y. T. — бас-гитара
- Kitty — ударные